# Aspergillus ficuum
Aspergillus ficuum är en svampart som först beskrevs av Reichardt, och fick sitt nu gällande namn av Thom & Currie 1916. Aspergillus ficuum ingår i släktet Aspergillus och familjen Trichocomaceae.   Inga underarter finns listade i Catalogue of Life.